# San Miguel Corporation
San Miguel Corporation (SMC) ist der größte Lebensmittel- und Getränkehersteller auf den Philippinen.

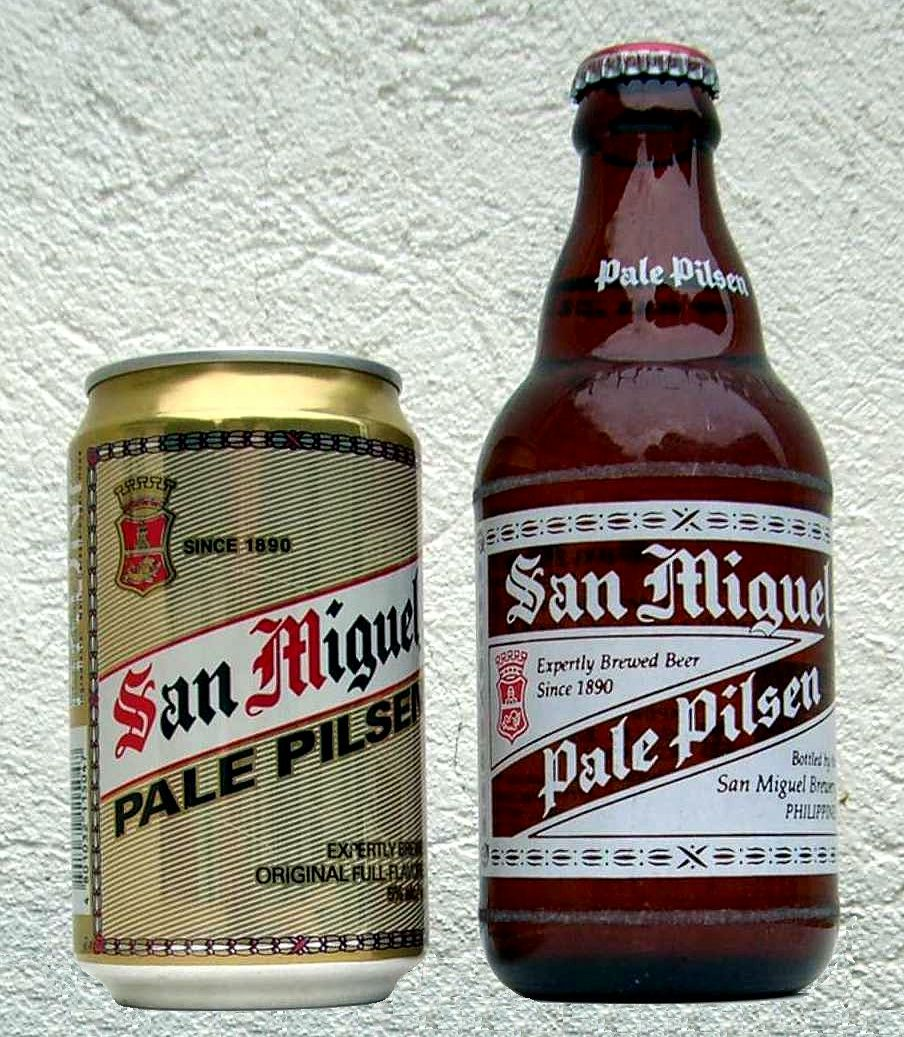
Exemplare einer Dose und einer Flasche des philippinischen San-Miguel-Bieres

## Geschichte
Die ursprüngliche Bierbrauerei wurde 1890 von einem Spanier in Manila gegründet. San Miguel Corporation stellt in erster Linie Lebensmittel her und braut das San-Miguel-Bier, das in die ganze Welt exportiert wird und zu den 15 meistverkauften Biersorten gehört. Es ist das meistverkaufte Bier auf den Philippinen, in Hongkong und Südchina. In Europa wird San-Miguel-Bier von der seit 1953 unabhängigen, inzwischen mit der spanischen Brauerei Mahou zur Mahou-San Miguel fusionierten früheren Tochter in Spanien hergestellt.
Das Unternehmen hat über 100 Anlagen auf den Philippinen, Südostasien, China und Australien.
Heute ist San Miguel der größte Lebensmittel- und Getränkehersteller Südostasiens.
San Miguel stellt auch unter Lizenz die Biersorten Miller, Löwenbräu und Carlsberg her. Zudem ist sie lizenzierter Hersteller von Coca-Cola auf den Philippinen. Demgegenüber wird das San-Miguel-Bier unter Lizenzführung in Nepal produziert.
Das Unternehmen besitzt die in Australien gegründete Boag’s Brewery. Der Präsident und CEO des Konzerns ist Eduardo Cojuangco Jr.
Zusätzlich bemüht sich San Miguel auch um Kunden in Australien. Das Unternehmen stellt dort in erster Linie Milchprodukte her.
Weitere Geschäftsfelder sind die Verpackungsherstellung, das Immobilien-Geschäft und der Betrieb von Mautstraßen auf den Philippinen. Die San Miguel Corporation besitzt weiterhin Beteiligungen an Elektrizitätswerken und ist Mehrheitseigentümer der Petron Corporation, dem größten Ölraffineriebetreiber der Philippinen.

## Aktionäre
Die größten Aktionäre (mit Anteilen >1 %):
- Top Frontier Investment Holdings, Inc., 41,6
- PCD Nominee Corporation (Filipino), 36,3 %
- Privado Holdings, Corp., 9,7
- Lucena Holdings Corporation, 2,3 %
- Gingoog Holdings Corporation, 1,3 %
- PCD Nominee Corporation (Non-filipino), 1,3 %